# Château d'Oberwallsee
Le château d'Oberwallsee était un château fort au-dessus de la vallée du Pesenbach, aujourd'hui dans le village de Bad Mühllacken, commune de Feldkirchen an der Donau, dans le Mühlviertel, en Haute-Autriche. 
Le château-fort est construit entre 1364 et 1386 et transformé en résidence vers 1600. Au milieu du XVIIIe siècle, la forteresse et certaines parties du baile sont abandonnées, d'autres parties du baile deviennent des propriétés de petits exploitants.

## Histoire
Le 30 octobre 1364, Eberhard V von Walsee, en tant que Landesrichter d'Enns, reçoit l'autorisation de construire un château sur le Klausberg (365 m d'altitude) et de lui donner le nom de la famille. Le château de Freudenstein, qui appartient également à la maison de Walsee depuis 1333, n'est pas adapté aux nouvelles armes. Le premier bâtiment est en grande partie achevé en 1386 (consécration de la chapelle) et s'appelle Oberwallsee, car le cousin Friedrich VI von Walsee avait déjà construit le château de Niederwallsee en Basse-Autriche en 1361. Le duc Albert V accorde la juridiction du sang en 1415. En 1483, Reinprecht V, le dernier mâle des Wallsee, meurt, le château et le manoir devient la possession des Schaunberg par le biais de sa fille Barbara. Ils ne l'occupent cependant pas et le confient aux gardiens de la maison de Walsee.

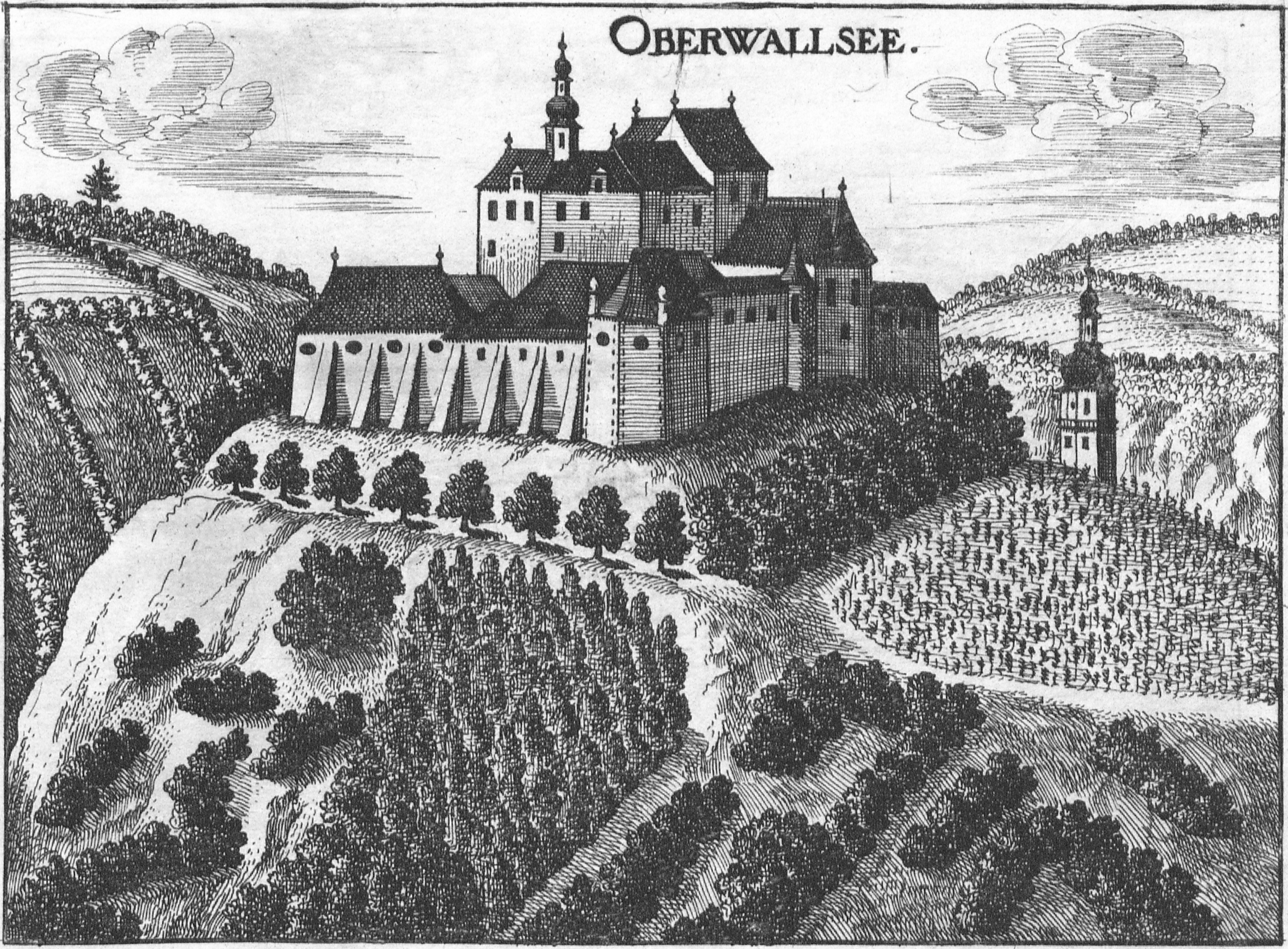
Le château d'Oberwallsee vers 1674

Après l'extinction des Schaunberg en 1559, après de longs litiges successoraux, l'empereur Ferdinand le donne à un Oberst-Erbmarschallamt autrichien, l'acte est rédigée à la chambre de la cour impériale et l'année suivante, en 1560, à Hans Hofmann zu Grünpichl et Strechau, dont la famille est présente à Oberwallsee jusqu'en 1584. Ferdinand Hofmann burgrave de Steyr vend le domaine à son maître d'hôtel, Jobst Schmidtauer. Ce dernier et son fils du même nom convertissent le château médiéval en un palais moderne, sans doute aussi agrandissent le complexe et closent la propriété. Au cours des mesures de la Contre-Réforme de Ferdinand II, les biens des Hofmann sont confisqués à partir de 1620 et l'acte de vente de 1584 est annulé. En 1625, Jobst II doit abandonner Oberwallsee, qui revient désormais au prince impérial Hans Ulrich von Eggenberg. L'administration relève d'hommes subordonnés à l'administration princière de Krumau.
En 1717, la famille Eggenberg s'éteint avec Johann Christian II. Le principal héritage revient à Adam Franz von Schwarzenberg, cependant l'administration d'Oberwallsee et de Senftenberg, en tant que biens de dotation du Marschallamt, revient à Gundaker Thomas Starhemberg. L'administration de Starhemberg est relocalisée d'Oberwallsee à Eschelberg et son château, Oberwallsee perd sa fonction de centre administratif et, par conséquent, est en grande partie abandonné. Une partie du baile est la propriété de petits exploitants. En 1931, Ernst Rüdiger Starhemberg vend la ruine et les biens associés à Karl et Josefa Schütz, et en 1944, elle est revendue à Martin et Bertha Zierer. En 1958, la famille Prokisch-Frank acquiert la ruine et la terre. Depuis lors, des travaux d'entretien, de restauration et de sauvegarde sont effectués.

## Architecture
Le château se dresse sur le Klausberg en partie boisé et a une superficie construite de 4 300 m2, dont 1443 appartiennent à la haute-cour et 2857 à la basse-cour. La haute-cour, sans le Bergfried traditionnel, se compose de palais, d'une chapelle (Saint-Pancrace) et de dépendances disposées en anneau autour d'une cour intérieure. Au rez-de-chaussée du palais de quatre étages, qui est construit sur deux étages cassés, il y a une salle en forme de hall, recouverte plus tard d'une voûte en brique, avec un arc de ceinture médiévale en pierre, qui portait autrefois le plafond. À l'étage supérieur se trouve le "Tafelstube" avec accès direct à la galerie de la chapelle et une terrasse en face. La chapelle du château d'origine est une salle à deux allées avec une fermeture de trois pans et une voûte nervurée. L'intérieur de la chapelle était baroque au XVIIIe siècle. La basse-cour est au sud et à l'ouest de la haute-cour sur un plan d'étage approximativement semi-circulaire, est bordée par un mur d'enceinte, en partie conçu comme un mur de doublure, et est fermé au nord et à l'est par une construction de porte (la "structure de porte arrière" dans le nord est préservée, celle "avant" dans la zone d'accès d'aujourd'hui s'est effondré au milieu du XIXe siècle). Le long du mur d'enceinte se trouvaient des bâtiments de ferme, comme le "Meierhof", qui sert désormais de bâtiment résidentiel.